# Fachtna Fáthach
Fachtna Fáthach (l'intelligente), (fl. II-I secolo a.C.) figlio di Cas (o Ross), figlio di Rudraige, fu un leggendario re supremo dell'Irlanda.
Prese il potere dopo avere sconfitto il precedente sovrano supremo, Duach Dallta Dedad, nella battaglia di Árd Brestine. Secondo alcuni racconti era amante di Ness, figlia di Eochaid Sálbuide, re dell'Ulster e padre del figlio di lei, Conchobar mac Nessa, re dell'Ulster nelle storie del Ciclo dell'Ulster.
Dopo avere regnato per sessant'anni si recò nell'Ulster. Mentre si trovava là Eochu Feidlech, re del Connacht, guidò un esercito a Tara. Con il supporto di uomini dell'Ulster Fachtna lo sfidò a battaglia. Eochu accettò e scelse come terreno di scontro Leitir Ruad, nel Corann, nel Connacht. Durante la battaglia Eochu decapitò Fachtna, diventando così re supremo.
Il Lebor Gabála Érenn sincronizza il regno di Fachtna con la guerra civile romana (49-45 a.C.) e il regno di Cleopatra in Egitto (51-30 a.C.) Gli Annali dei Quattro Maestri datano invece il suo regno dal 159 al 143 a.C., mentre Goffredo Keating dal 110 al 94 a.C..